# 石川古都
石川 古都（いしかわ こと、2003年6月24日 - ）は、日本の女優。東京都出身。

## 略歴
- 2015年10月、音楽劇「赤毛のアン」アン・シャーリー役で初舞台
- 2019年4月、石川古都 (@kotoishikawa_official) - Instagramを始める
- 2019年4月、石川古都 (@ishikawakoto) - X（旧Twitter）を始める

## 人物
母親に連れられて幼少の頃から宝塚を観劇、その影響で舞台に立ちたいと思いを強める。小学校6年生の時、自ら音楽劇「赤毛のアン」のオーディションに応募し見事主役アン・シャーリー役に合格し舞台デビューを果たす。
特技は歌うこと。

## 舞台
- 2015 生命のコンサート 音楽劇「赤毛のアン」アン・シャーリー役[2]他、二役も務める。
- JOY Kids'Theater「High School Musical2」ブロッサム役
- JOY Kids'Theater「THE WIZ」ドロシー役
- ミュージカル座 2018年10月～11月公演 「アワード」月組キム役[3]
- ミュージカル座2019年2月公演 「タイム･フライズ」星組児玉直美【昭和の学生・園児】役[4]
- ミュージカル座2019年9月公演 「アイランド」星組ストーリーテラー役[5]
- ミュージカル座2019年12月公演 「トラブルショー」 星組ポピー小池役[6]
- ミュージカル座2020年3月公演　「スター誕生」朝日奈ミキ役
- ミュージカル座2020年8月公演 「野の花」月組イーダ【中学生の女の子】役[7]
- シアター代官山プロデュース「カラフル」2020年11月20日～12月13日【紅】桑原ひろか役[8]
- 2021 ミュージカル「ひめゆり」綾瀬みち役
- ミュージカル「ボードビル」
- ミュージカル「スター誕生2」トマト　ちーちゃん役
- 朗読劇「星の王子さま」花役
- ドラマティックレビュー「TARKIE THE STORY」並木路子役
- 朗読劇「ラストダンスは私に」～岩谷時子物語～ナレーション役

## TV
- 成功の遺伝史（日本テレビ）
- マイファミリー（2022年4月10日 - 、TBS） - 刑事 役
- ナンバMG5 第10話（2022年6月22日、フジテレビ） - 生徒 役
- 新宿野戦病院 第7話・第8話（2024年8月14日・21日、フジテレビ） - カフェ店員 役[9]
- 無能の鷹 第5話（2024年11月8日、テレビ朝日） - 朱雀佳奈 役[10]